# Punto fuchsiano
In matematica, nella teoria delle equazioni differenziali lineari di variabile complessa, un punto fuchsiano, anche detto singolarità fucsiana o punto singolare regolare, è un tipo particolare di punto singolare in corrispondenza del quale le soluzioni dell'equazione crescono non più velocemente di un polinomio. Il nome si deve a Lazarus Fuchs.
Un'equazione differenziale ordinaria lineare omogenea definita nel piano complesso, di cui i coefficienti sono funzioni analitiche, è detta equazione fuchsiana se tutti i punti singolari sono punti fuchsiani sulla sfera di Riemann.

## Definizione
Data un'equazione ordinaria lineare di n-esimo grado:
{\displaystyle f^{n}(z)+\sum _{i=0}^{n-1}p_{i}(z)f^{(i)}(z)=0\qquad z\in \mathbb {C} }
con {\displaystyle p_{i}(z)} funzioni meromorfe nei punti {\displaystyle z_{0}}, i punti {\displaystyle z_{0}} sono punti singolari regolari se ogni soluzione cresce non più velocemente di un polinomio per {\displaystyle z\to z_{0}}. Nello specifico, per ogni intervallo {\displaystyle \alpha <\arg(z-z_{0})<\beta } con {\displaystyle \beta -\alpha <\pi }, ogni soluzione {\displaystyle f_{0}(z)} è vincolata dalla disuguaglianza:
{\displaystyle |f_{0}(z)|\leq C|z-z_{0}|^{-d}}
per una qualche costante {\displaystyle C>0}. Il punto {\displaystyle z_{0}=\infty } è regolare se dopo il cambio di variabile {\displaystyle z=1/\tau } l'equazione ha una singolarità regolare nel punto {\displaystyle \tau =0}. Un punto singolare che non è regolare è detto punto singolare irregolare.
Le equazioni in cui tutti i punti singolari sono punti fuchsiani sulla sfera di Riemann sono dette equazioni fuchsiane. Si dice che l'equazione è di classe fuchsiana se i coefficienti hanno la forma:
{\displaystyle p_{i}(z)=\prod _{j=1}^{k}(z-z_{j})^{-i}q_{i}(z)}
con {\displaystyle z_{j}} punti distinti e {\displaystyle q_{i}(z)} un polinomio di gradi minore di {\displaystyle i(k-1)}.

## Equazioni di secondo grado
Nel caso di un'equazione del secondo ordine:
{\displaystyle y''(z)+P(z)y'(z)+Q(z)y(z)=0}
il punto  {\displaystyle z_{0}\in \mathbb {C} } si dice un punto singolare se {\displaystyle P(z)} o {\displaystyle Q(z)} hanno una singolarità isolata per {\displaystyle z=z_{0}}. Il punto singolare {\displaystyle z_{0}} si dice fuchsiano se {\displaystyle P(z)} è al massimo un polo di ordine 1 e {\displaystyle Q(z)} è al massimo un polo di ordine 2. Se tutti i punti singolari dell'equazione differenziale sono fuchsiani, l'equazione è chiamata equazione fuchsiana.
Un esempio di equazione fuchsiana con tre punti fuchsiani è l'equazione di Papperitz-Riemann. Ogni equazione ordinaria di secondo grado con tre punti singolari sulla sfera di Riemann può essere ricondotta all'equazione ipergeometrica (che si ottiene dall'equazione di Papperitz-Riemann), mentre nel caso vi siano quattro punti singolari può essere ridotta alla forma dell'equazione di Heun.

### Teorema di Fuchs
Il teorema di Fuchs assicura che nell'intorno di un punto fuchsiano esiste sempre almeno una soluzione della forma:
{\displaystyle y_{1}(z)=(z-z_{0})^{\alpha _{1}}w_{1}(z)}
dove {\displaystyle \alpha _{1}} è la soluzione avente parte reale massima dell'equazione algebrica di secondo grado:
{\displaystyle x^{2}+(p_{o}-1)x+q_{o}=0}
detta "equazione indiciale" o "caratteristica" dell'equazione differenziale, e la funzione {\displaystyle w_{1}} è una funzione olomorfa non nulla in {\displaystyle z=z_{0}}. I coefficienti dell'equazione indiciale si ricavano dai coefficienti {\displaystyle P,Q} nel seguente modo:
{\displaystyle p_{0}=\lim _{z\to z_{0}}(z-z_{0})P(z)}
{\displaystyle q_{0}=\lim _{z\to z_{0}}(z-z_{0})^{2}Q(z)}